# Čibukovac
Čibukovac (Servisch cyrillisch Чибуковац) is een plaats in de Servische gemeente Kraljevo. De plaats telt 1114 inwoners (2002).